# Association des transporteurs européens
Pour les articles homonymes, voir Astre.

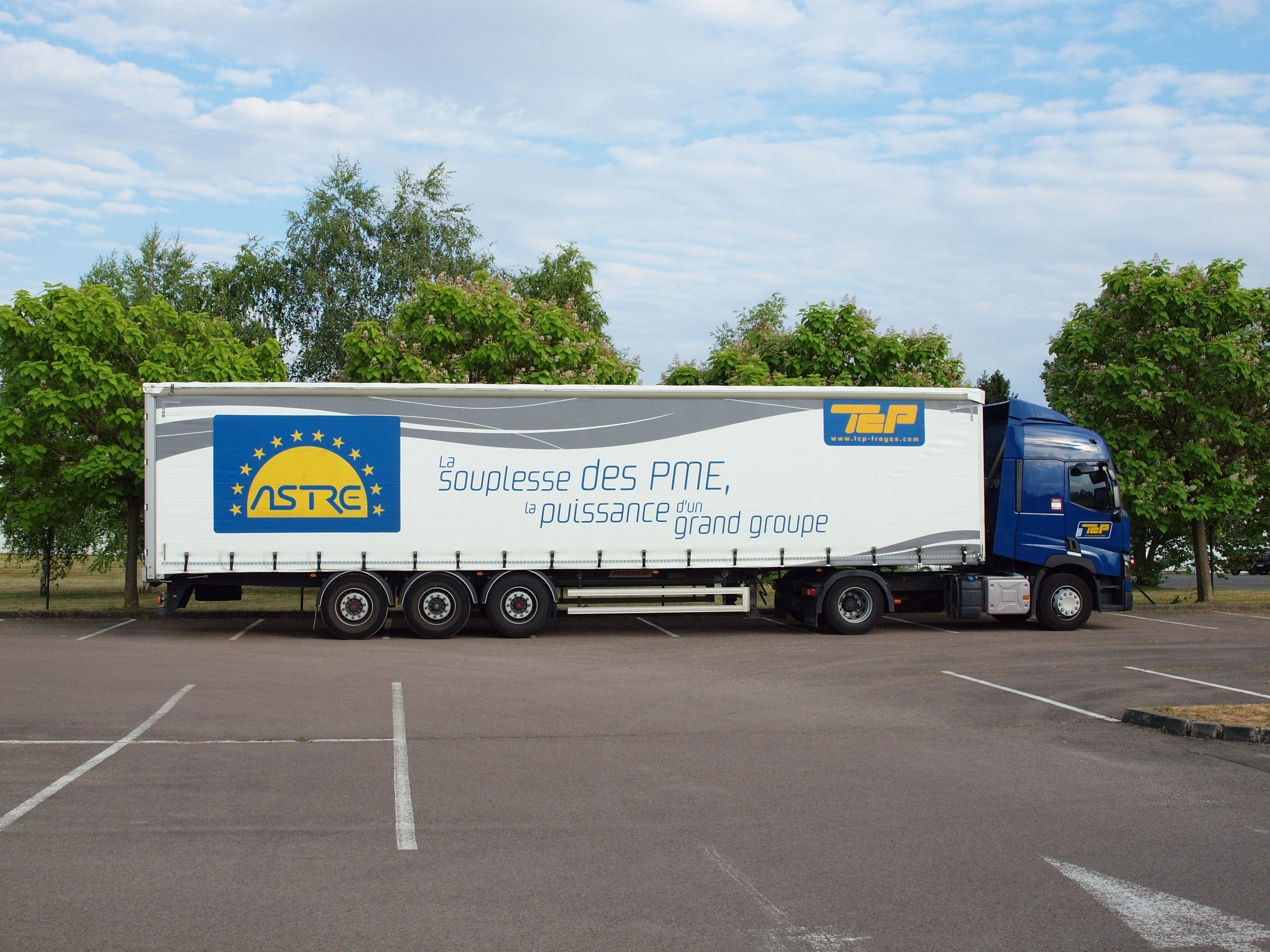
Un semi-remorque du groupement ASTRE en attente de déchargement sur le parking d'un supermarché.

L’association des transporteurs européens ou ASTRE est un groupement réunissant des PME indépendantes, spécialisées dans le transport de marchandises et la logistique en Europe.

## Historique
Fondée par Yves Riveau en 1992, l’objectif est d’échanger du fret entre quelques transporteurs. Peu à peu, des solutions propres de transport et de logistique sont développées, sous le label « Astre », ainsi que des services personnalisés pour les adhérents.
L'organisation en coopérative permet d’avoir un impact plus fort sur le marché tout en conservant la singularité de chacune des entreprises adhérente du groupement. Aujourd’hui, le groupement compte près de 150 membres pour 300 implantations dans 23 pays d’Europe. Le chiffre d’affaires global est de 2,4 milliards d’euros[réf. nécessaire]. Son président, Denis Baudoin, a pris la succession de Jean-Claude Plâ en juin 2014.

## Trois entités
- Astre Coopérative définit les règles du groupement et conditions d’admission.
- Astre Commercial gère la relation client et conçoit les offres commerciales.
- Astre Assurances, le cabinet de courtage en assurances spécialisé dans la mise en place de solutions d’assurances

au service des membres du Groupement.

## Métiers
- Le transport 
  - routier : fret, messagerie, express, déménagement.
  - tous types de marchandises : conditionnées sur palette, industrielles, alimentaires, colis, matières dangereuses, hors normes, en vrac.
- La logistique : stockage, préparation de commandes.

## Sources
- WK Transport
- TruckBlog
- Flash Transport
- Wolters Kluwer
- Interview de Jean Claude Plâ